# Plat cuisiné à l'avance
Pour les articles homonymes, voir PCA.
L'expression plat cuisiné à l’avance désigne, en France, toute préparation culinaire à base de denrées alimentaires d'origine animale ou végétale, dont la consommation est susceptible d’être différée au minimum au lendemain du jour de sa préparation et de sa cuisson (consommation différée dans le temps) ou un plat qui, consommé le jour de sa préparation ou cuisson, l'est dans un bâtiment différent de celui où est la cuisine (consommation différée dans l’espace).

## Déclaration des établissements
Les responsables (responsabilité civile ou administrative) des établissements où sont préparés des plats cuisinés à l’avance sont tenus d’en faire la déclaration et l’identification  à la direction des services vétérinaires du département.

### Types d’établissements
Les plats cuisinés à l’avance sont distribués dans différents types d’établissements :
- en milieu scolaire (cantines, cafétérias) ;
- en institution médico-sociale (hôpitaux, maisons de retraite et autres établissements de santé publics et privés) ;
- en entreprise ;
- dans les restaurants commerciaux ;
- dans les foyers familiaux.

## Conditions sanitaires de préparation
Les conditions sanitaires de préparation des P.C.A sont très strictes. Cela commence par le nettoyage et la désinfection du matériel et des locaux, par l’hygiène du personnel, le contrôle de toutes les températures, les méthodes de conservation employées et aussi par la traçabilité des produits (disposer d’échantillons de plats identifiables à conserver 5 jours pour d’éventuels contrôles des services vétérinaires). Les responsables d'établissements où sont préparés des plats cuisinés à l'avance doivent faire procéder à leurs frais à des contrôles microbiologiques périodiques.

### Parcours d’un PCA
La répartition d’un bien en lots (l'allotissement) qui se fait en vue d’une vente ou d’un partage, commence par la préparation. Elle se fait en cuisine déclarée qui respecte les normes d’hygiène.  Les plats sont ensuite placés en  liaison chaude ou liaison froide pendant toute la conservation et le transport qui se fait avec du matériel adapté (charriot chauffant et réfrigérant). L’étiquetage est obligatoire pour le stockage, la distribution et le transport. Une fois acheminés les P.C.A sont conservés jusqu'à la date prévue avant d’être distribués.

### PCA impropres à la consommation
Les PCA impropres à la consommation sont :
- ceux conservés par la chaleur et non consommés le jour de leur fabrication ;
- ceux réchauffés après une réfrigération mais non consommés le jour du réchauffement ;
- ceux qui ne sont pas aux normes.

Après leur retrait de la chaîne alimentaire ils doivent être entreposés dans un local affecté à cet usage et fermant à clef.

## Toxi-infections
On peut définir qu’il y a  T.I.A.C (toxi-infection alimentaire collective) quand est prouvée l’apparition de deux cas groupés ou plus ayant la même symptomatologie digestive et survenant après l’ingestion d’un aliment commun.
En France il y a en moyenne 500 à 600 foyers épidémiques déclarés par an, touchant 8 000 à 10 000 sujets. 10 % des sujets atteints décèdent.

### Bactéries responsables
Les trois bactéries que l’on retrouve le plus fréquemment en France dans les PCA sont par ordre décroissant les bactéries salmonella, clostridie perfringens et staphylococcus.
D’autres bactéries sont présentes : 
- B. cerise, trichinose, listériose, botulisme en France ;
- shigella sonnei aux États-Unis ;
- V. parahaemolyticus au Japon[3].

### Traitement des toxi-infections alimentaires collectives
Le traitement des T.I.A.C est avant tout préventif. Une enquête vétérinaire est effectuée sur l’ensemble de la chaîne alimentaire à partir des résultats de l’enquête épidémiologique et microbiologique. 
Elle porte sur tous les maillons de la chaîne : 
Production, transformation, conservation et distribution des P.C.A. 
Les résultats de cette enquête doivent permettre de revoir les erreurs de conditionnement des aliments et d’améliorer les procédures d’hygiène collective et individuelle du personnel travaillant aux différents maillons de la chaîne alimentaire. 
Différents textes règlementaires existent pour prévenir et traiter les T.I.A.C :
- L’arrêté du 26 juin 1974 prévoit pour les établissements où sont préparés des plats cuisinés à l’avance un contrôle microbiologique hebdomadaire.
- L’arrêté du 21 décembre 1979 et la circulaire du 4 avril 1980 précisent les critères microbiologiques auxquels doivent satisfaire les denrées d’origine animale.

Toute toxi-infection alimentaire collective doit faire l’objet d’une déclaration au médecin inspecteur de la Direction départementale des affaires sanitaires et sociales (DDASS) et, le cas échéant, au Service vétérinaire d’hygiène alimentaire. (Les DDASS, les Directions des services vétérinaires (DSV), et les centres nationaux de référence tels que le Centre national de référence des salmonelles sont les 3 organismes recueillant ces déclarations en France.)

## Méthodes de conservation les plus répandues
Les méthodes de conservation des aliments les plus répandues pour les plats cuisinés à l’avance sont : 
- la pasteurisation ;
- la stérilisation ;
- la réfrigération ;
- la surgélation en vue de conserver par congélation ;
- la conservation sous vide
- la conservation sous mélange gazeux[5].

## Pages connexes
Batch cooking

## Sources bibliographiques
- Arrêté du 26 juin 1974 règlementant les conditions, l’hygiène relative à la préparation la conservation, la distribution et la vente des plats cuisinés à l’avance.
- Plats cuisinés à l'avance et cuisson sous vide: Maîtrise de la qualité hygiénique, J. Rosier
- Conserver les aliments : comparaison des méthodes et des technologies, Jean-louis Roux